# Dudley Howard Williams
Dudley Howard Williams (25 mai 1937 - 3 novembre 2010) est un biochimiste britannique connu pour avoir utilisé la spectroscopie par résonance magnétique nucléaire (RMN) et la spectrométrie de masse dans l'étude de la structure moléculaire, en particulier l'antibiotique vancomycine,,.